# Eike Onnen
Eike Onnen (Hannover, 3 augustus 1982) is een Duitse atleet, die gespecialiseerd is in het hoogspringen. Hij is meervoudig Duits kampioen in deze discipline. Hij is de zoon van voormalige atlete Astrid Fredebold-Onnen (*1956, 6,38 m met verspringen), door wie hij ook getraind wordt.
Zijn eerste internationale succes behaalde hij met het winnen van de Europacup. Op het WK 2007 in Osaka behaalde hij een zevende plaats. Bij de Europese kampioenschappen atletiek 2016 in Amsterdam behaalde hij een gedeelde bronzen medaille. Met een beste poging van 2,29 eindigde hij achter de Italiaan Gianmarco Tamberi (goud; 2,32) en de Brit Robbie Grabarz (zilver; 2,29).
Hij is aangesloten bij atletiekvereniging LG Hannover en sinds 2016 bij Hannover 96.

## Titels
- Duits kampioen hoogspringen (outdoor) - 2005, 2006, 2009, 2012, 2016
- Duits kampioen hoogspringen (indoor) - 2007, 2008

## Palmares

### Hoogspringen
- 2003: 5e EK (onder 23 jaar) - 2,23
- 2006: 7e Europacup - 2,20 m
- 2007:  Europacup
- 2007: 7e WK - 2,26 m
- 2011: 8e in kwal. WK - 2,28 m
- 2012: 10e EK - 2,20 m
- 2015: 12e WK - 2,25 m
- 2016:  EK - 2,29 m